# Dezeșuare
Dezeșuarea este operațiunea de a dezeșua, de a scoate de pe uscat o navă eșuată. 
Operațiunea de dezeșuare constă în a desprinde o navă de pe locul de eșuare și a o trage sau remorca spre apă adâncă, reasigurându-i starea de plutire. 
Dezeșuarea se poate face prin mai multe procedee, respectiv: 
- dezeșuarea cu utilizarea instalației de propulsie,
- dezeșuarea cu utilizarea simultană a instalațiilor de propulsie și ancorare,
- dezeșuarea prin schimbarea poziției navei în raport cu suprafața apei,
- dezeșuarea prin balansarea navei, dezeșuarea navei cu gaură de apă.